# عبد الكريم رافق
عبد الكريم رافق  (1350- 1445 هـ / 1931- 2024 م) مؤرِّخ سوري، وباحث مؤلف، وأستاذ جامعي. لقَّبته جامعة دمشق بشيخ المؤرِّخين السوريين. حاصل على دكتوراه في التاريخ من لندن، وهو عضو مراسل في مجمع اللغة العربية بدمشق، وعضو اتحاد الكتَّاب العرب، وعضو لجنة إعادة كتابة التاريخ. يُعَدُّ أحدَ أهم الباحثين والمؤرِّخين السوريين والعرب، ممَّن خلَّفوا تَرِكة ملأى بالإنتاج العلمي والبحوث الراقية التي أغنت المكتبة السورية والعربية، وجعلته مرجعًا تاريخيًّا أسهم في الكشف عن جوانبَ مهمة من تاريخ سورية.

## ولادته وتحصيله
ولد عبد الكريم  بن سمعان رافق في إدلب، في 4 المحرَّم 1350هـ الموافق21 مايو (أيار) 1931م لأسرة أرثوذكسية متدينة. وكانت والدته معلِّمة، وتُدير مؤسسة إنجيلية مشيخية في إدلب.   
التحق بالمدرسة الثانوية البريطانية التابعة للكنيسة الأرثوذكسية في إدلب، وكانت من أفضل المدارس الثانوية في المدينة، ومنها حصل على الشهادة الثانوية. ثم انتقل إلى حلب ودرس في الكلية الأمريكية فيها، وهي مؤسسة مشيخية أرثوذكسية أيضًا، بين عامي 1947 و1951.
وفي ذلك الوقت افتُتح قسم التاريخ في كلية الآداب بالجامعة السورية، فالتحقَ به لشغفه بدراسة التاريخ، وكان من طلَّاب الدفعات الأولى عام 1951، ومن المتفوِّقين فيها واللامعين. وحصل على الإجازة (بكالوريوس) في التاريخ بمرتبة (امتياز) عام 1955، وكان بحث التخرُّج بعنوان "قلعة سَمْعان" أعدَّه بإشراف أستاذه جورج حدَّاد. ثم درس عامًا في المعهد العالي للمعلِّمين، وحصل على شهادة دبلوم في التربية من الجامعة السورية عام 1956، وقدَّم بحثًا للتخرُّج بعنوان "تطوُّر تدريس التاريخ" بإشراف أستاذه د. كامل عيَّاد. ثم عُيِّن معيدًا في القسم نفسه إلى عام 1958.
أوفدته وِزارة التعليم العالي في عهد الوحدة بين مصر وسورية إلى بريطانيا بمنحة دراسية لمتابعة دراسته العليا، في كلية الدراسات الشرقية والإفريقية بجامعة لندن (ساوس SOAS)، وانتهى ابتعاثه مع انتهاء عهد الوحدة بالانفصال ثم وقوع انقلاب حزب البعث عام 1963 الذي غيَّر موازين الحياة الاجتماعية والسياسية والعلمية في سورية.
وقد حاز شهادة الدكتوراه عام 1963م، وكانت عنايته متجهةً إلى دراسة مرحلة الدولة العثمانية، وكان موضوع أطروحته هو "ولاية دمشق من 1723 إلى 1783"، بإشراف المؤرِّخ بيتر هولت عضو الأكاديمية البريطانية. واعتمد  في دراسته للتاريخ الاقتصادي والاجتماعي والعُمراني لسورية في مرحلة الحكم العثماني على سجلَّات المحاكم الشرعية الإسلامية وغيرها، ففتحت دراستُه مجالًا جديدًا في استنباط ما في السجلَّات والمصادر المحلِّية وتحليلها في كتابة التاريخ، ولم يسبقه إلى هذا المنهج سوى قلَّة قليلة من المؤرِّخين، وكان هو من أبرزهم. وحصل عددٌ من زملائه في قسم التاريخ على مِنَح مماثلة، أبرزهم خيرية قاسمية، وأحمد بدر.   

## عمله ووظائفه
درَّس عبد الكريم رافق في جامعة دمشق مادَّة التاريخ الحديث والمعاصر، منذ عام 1963 حتى تقاعده عام 2000. وترقَّى في الرتب (الأكاديمية)، وأصبح أستاذًا مشاركًا عام 1969، وأستاذًا متفرِّغًا عام 1974.
وفي أوائل السبعينيات من القرن العشرين عمل أستاذًا محاضرًا زائرًا في الجامعة الأردُنِّية من عام 1969 إلى 1971، وفي الجامعة اللبنانية من عام 1972 إلى 1974. وشارك مع زملائه من المؤرِّخين السوريين، أمثال نبيه العاقل، ومحمد خير فارس، في دعم قسم التاريخ الجديد في الجامعة الأردنية.
وبين منتصف السبعينيات والثمانينيات طاف بين عدد من الجامعات الأمريكية أستاذًا زائرًا؛ في جامعة بنسلفانيا بين عامي 1977 و1979، وفي جامعة شيكاغو بين عامي 1981 و1983، وفي جامعة كاليفورنيا في لوس أنجلوس عام 1984.
وشغل منصبَ رئيس قسم التاريخ مرَّتين؛ الأولى بين عامي 1975 و1977، والأُخرى بين عامي 1988 و1990. وعُيِّن نائبًا لعميد كلية الآداب للشؤون الأكاديمية عامي 1980 و1981. وقد حصل على درجة الأستاذية (بروفيسور) في دراسات الشرق الأوسط العربية، من قسم التاريخ بكلية ويليام وماري، في مدينة ويليامزبرغ بولاية فيرجينيا في الولايات المتحدة، عام 1990.

## نشاطاته وعضوياته
نشط عبد الكريم رافق في عضوية عدد من المؤسسات التاريخية والثقافية والأدبية، من ذلك:  
- عضو مراسل في مجمع اللغة العربية بدمشق، منذ 1422هـ/ 2002م.[13]
- عضو اتحاد الكتَّاب العرب (جمعية البحوث والدراسات).[6]
- عضو لجنة إعادة كتابة التاريخ، بجامعة دمشق.
- عضو شرف في مركز البحوث الشرقية (طويو بونكو) في اليابان.
- عضو شرف في الجمعية السورية للدراسات في الولايات المتحدة.
- عضو هيئة التحرير في مجلة "كرونوس" الصادرة عن جامعة البلمند في طرابلس الشام.
- عضو هيئة التحرير في حوليات الجمعية اليابانية لدراسات الشرق الأوسط.[8]
- عضو الإشراف على مجلَّة "دراسات تاريخية" الفصلية التي تُصدرها جامعة دمشق منذ عام 1980، وله مشاركات فيها بنفائس الدراسات والبحوث.

## مزايا بحوثه
امتازت مؤلفاته وبحوثه بتقديمه رؤية مختلفة عن الرؤى الاستشراقية والغربية للتاريخ العربي، واتسمَت بموضوعية شديدة في تحليل التركيبة الاقتصادية والاجتماعية والثقافية لحِقْبة الحُكم العثماني لبلاد الشام، بالاعتماد على سجلَّات المحاكم الشرعية التي تشمل سورية ولبنان والأردن وفلسطين.
وقد درس عبد الكريم رافق أربعمئة سنة من الحُكم العثماني وَفقَ تطوُّر العَلاقة بين الحاكمين والمحكومين، مُبرزًا موقفَ العرب من حاكميهم، وكيف ازداد التباعدُ بين العرب والعثمانيين في القرن التاسع عشر بانتشار الفكرة القومية بين الفريقين، وتعرُّض العالم العربي لتدخُّل القوى الأوربية. فكان منصفًا في رؤية المشكلة وتحليل أسبابها ونتائجها، بعيدًا عن الغوغائية التي طبعت الحديثَ عن المرحلة في خطاب حزب البعث ومناهج كتَّابه.
وفي حِقبة حُكم البعث ثم حُكم الأسد، أصاب البحثَ التاريخيَّ في سورية لعنةُ العقيدة الفكرية البعثية وشعاراتها الطنَّانة، وجرى تشويهُ هذا التاريخ وليُّ عنقه، ليناسبَ مقولات البعث وسياساته وانحرافاته الثأرية تحت راية القومية المريضة. لكنَّ عبد الكريم رافق من الاستثناءات القليلة التي نجت من هذا الواقع على الرغم من بقائه داخل المؤسسة (الأكاديمية) السورية. فقد اتسمت بحوثه بالموضوعية والأمانة والوضوح، وببُعدها عن اللغة الإنشائية، وباهتمامها بالمعلومات المستقاة من الوثائق، وبنزاهتها في قراءة وقائع المرحلة التاريخية وتحليلها وَفقَ طبيعة العصر وقيم الزمن الذي سادت فيه، من دون إسقاط قيم عصرنا الراهن وشعاراته عليها، ولا الدخول في متاهات (الأدلجة) القومية والبعثية.
وبحسَب الباحث مصطفى عبد الغني في كتابه "معجم مؤرِّخي التاريخ العربي الحديث والمعاصر" يلاحظ المتابعُ لفكر عبد الكريم رافق إسهامه في تكوين علم التاريخ على المستويين العربي والعالمي، وكان مقدَّرًا لجهوده وللخط المنهجي النهضوي الذي سار عليه، أن تكون حصيلته داخل المحيط الثقافي العربي أشملَ وأعمقَ ممَّا هي عليه في الواقع المحلِّي. ولكنه بات على رأس المدرسة التاريخية الشامية التي عُرفت بالاعتماد على الوثائق والسجلَّات المحفوظة في المحاكم وغيرها واستنطاقها، ومن رجالات هذه المدرسة إضافة إلى عبد الكريم رافق: عبد الكريم غرايبة، ومحمد عدنان البَخيت، وعبد العزيز عوض.

## مؤلفاته وآثاره

### كتبه
1. ولاية دمشق في القرن الثامن عشر (1723- 1783 م)، وهو أطروحته للدكتوراه، ط1، 1966، ط2، 1970.
2. بلاد الشام ومصر من الفتح العثماني إلى حملة نابليون بونابرت (1516- 1798 م)، ط1، 1967، ط2، 1968.
3. ثورات العساكر في القاهرة ومَغزاها (في الربع الأخير من القرن السادس عشر، والعقد الأول من القرن السابع عشر).[12]
4. الحياة الاجتماعية في ولاية حلب في النصف الثاني من القرن السابع عشر.
5. بحوث في التاريخ الاقتصادي والاجتماعي لبلاد الشام.[16]
6. العرب والعثمانيون (1516- 1916 م)، ط1، 1974، وط2، 1993.
7. المشرق العربي في العهد العثماني، 1991.
8. فلسطين في العهد العثماني، في جزأين.[8]
9. تاريخ سورية ولبنان وفلسطين، لفيليب حتِّي، في جزأين، ترجمة عن الإنكليزية بالاشتراك مع جورج حداد وكمال اليازجي، راجعه وحرَّره جبرائيل جبُّور.[17]
10. تاريخ الجامعة السورية البداية والنموذج (1901- 1946 م) أول جامعة حكومية في الوطن العربي، 2004.[18]
11. دراسات فلسطينية: مجموعة أبحاث وضعت تكريمًا للدكتور قسطنطين زريق، بالاشتراك مع 18 باحثًا، تحرير هشام نشابه، 1988.

### بحوثه
نشر عددًا كبيرًا من الدراسات والبحوث والمقالات، من ذلك بحوثه في مجلة "دراسات تاريخية" ومنها:
1. مظاهر من الحياة العسكرية العثمانية في بلاد الشام من القرن السادس عشر حتى مطلع القرن التاسع عشر، مارس 1980.
2. مظاهر من التنظيم الحِرَفي في بلاد الشام في العهد العثماني، أبريل 1981.[20]
3. قافلة الحج الشامي وأهميتها في العهد العثماني، أكتوبر 1981.
4. جوانب من التاريخ العُمراني والاجتماعي والاقتصادي في غزَّة، الجزء الأول، أبريل 1982.
5. جوانب من التاريخ العُمراني والاجتماعي والاقتصادي في غزَّة، الجزء الثاني، أكتوبر 1982.
6. مظاهر سكانية من دمشق في العهد العثماني، مايو 1984.
7. الاقتصاد الدمشقي في مواجهة الاقتصاد الأوربي في القرن التاسع عشر، نوفمبر 1984.
8. من تاريخ سورية الحديث العَلاقات السورية - التركية (1918 - 1926)، يوليو 1985.
9. البنية الاجتماعية والاقتصادية لمحلَّة باب المُصلَّى (المَيدان) بدمشق، يونيو 1987.
10. مظاهر اقتصادية واجتماعية من لواء حماة، يونيو 1989.
11. الفئات الاجتماعية وملكية الأرض في بلاد الشام في الربع الأخير من القرن السادس عشر، يونيو 1990.
12. العَلاقات الزراعية في بلاد الشام في العهد العثماني بين المذاهب الفقهية والواقع، ديسمبر 1992.
13. الهُوية والانتماء في بلاد الشام في العهد العثماني، يونيو 2003.
14. الاتجاهات السائدة في كتابة التاريخ، مجلة عالم الفكر، أبريل 2001.
15. الدكتور أحمد محمود بدر: الإنسان والمؤرِّخ، المجلة الأردنية للتاريخ والآثار، 2017.[21]

### مقالاته
كتب عددًا من المقالات للموسوعة العربية، جُلُّها عن أعلام عثمانيين، منها: 
1. إبراهيم بن أحمد: السلطان العثماني الثامن عشر، 1/ 66.[22]
2. أحمد بن إبراهيم بن أحمد: السلطان العثماني الحادي والعشرون، 1/ 487.[23]
3. أحمد بن محمد بن إبراهيم: السلطان العثماني الثالث والعشرون، 1/ 499.[24]
4. أحمد بن محمد بن مراد:  السلطان العثماني الرابع عشر، 1/ 500.[25]
5. عثمان نوري إرغن: كاتب ومؤرِّخ تركي، 1/ 923.[26]
6. جلال نوري إلري: صحفي وأديب تركي مجدِّد، 3/ 240.[27]
7. أحمد رفيق ألطيناي: مؤرِّخ وأديب وشاعر تركي، 3/ 243.[28]
8. أوليا جلبي: كاتب ومؤرِّخ عثماني، 4/ 321.[29]
9. فيليب حتِّي: مؤرِّخ وباحث وعلَّامة، 8/ 43.[30]

### دراسات عنه
1. أعد الطالب في كلية التاريخ بجامعة دمشق محمد مطيع جيرودية بحثًا عن الدكتور عبد الكريم رافق، بإشراف د. بشرى خير بك.

## محاضراته
ألقى عبد الكريم رافق عشرات المحاضرات في تاريخ الحكم العثماني في الأقطار العربية، وهي محاضرات مهمَّة لمعرفة واقع هذا الحكم الذي استمرَّ أربعة قرون، خاصة أن مُلقيها مختص وخبير في هذا التاريخ. ومن محاضراته:
- بلاد الشام ومصر في عهد السلطنة المملوكية.
- العراق بين سقوط بغداد والاحتلال العثماني.
- قيام الإمبراطورية العثمانية 1.
- قيام الإمبراطورية العثمانية 2.
- ظاهر من الإدارة العثمانية.
- الفتح العثماني لبلاد العربية- فتح بلاد الشام ومصر.
- الفتح العثماني للبلاد العربية- فتح العراق واليمن وشمالي السودان.
- التدخل العثماني في المغرب العربي.
- فترة القوة العثمانية، القضاء على الثورات الأولى.
- فترة القوة العثمانية: بناء الأوابد الدينية.
- أسباب الضعف العثماني: عسكرية وسياسية واقتصادية.
- ثورات العساكر في اليمن ومصر والعراق وبلاد الشام.
- ثورات الأمراء.
- فترة الانحطاط العثماني في القرن الثامن عشر.
- آل العظم وظاهر العمر.
- تعاظم النفوذ المحلِّي في الولايات العثمانية (1).
- تعاظم النفوذ المحلِّي في الولايات العثمانية (2).
- الإصلاح في الدولة العثمانية في القرن التاسع عشر وردود الفعل.
- سيطرة محمد علي باشا الألباني وأثر حكمه في بلاد الشام.
- التدخل الأوربي في البلاد العربية وبداية الوعي القومي.

## تكريمه
- كرَّمته الحركة الثقافية في أنطلياس بلبنان، عام 2002.[8]
- كرَّمته جمعية الدراسات السورية باختياره عضوًا فخريًّا فيها، عام 2002.
- كُرِّم في دمشق وبيروت بعقد مؤتمر خاص عنه بعنوان: تحية إلى عبد الكريم رافق، عام 2004.[11] شارك فيها أربعون باحثًا من الوطن العربي والعالم، في المعهد الفرنسي للدراسات العربية في دمشق، والمعهد الألماني للدراسات العربية في بيروت.

## وفاته ونعيه
توفي عبد الكريم رافق في الولايات المتحدة الأمريكية، يوم الأحد 3 ذي الحِجَّة 1445هـ الموافق 9 يونيو (حَزِيران) 2024م، في إثر حادث سير. ودُفن في بوسطن يوم الأربعاء 6 ذي الحِجَّة 1445هـ الموافق 12 يونيو (حَزِيران) 2024م.
نعى اتحاد الكتَّاب العرب، وجامعة دمشق، والوسطان العلمي والأكاديمي، الباحثَ والمؤرِّخ السوري عبد الكريم رافق، الذي رحل بعد مسيرة أكاديمية طويلة بين سورية والأردن ولبنان وأميركا، جعلت منه مرجعًا لعدَّة أجيال أسهمت في إعادة اكتشاف سورية بجوانبها التاريخية والعلمية المتعدِّدة.

## وصلات خارجية
- عشرون محاضرة في تاريخ الحكم العثماني في الأقطار العربية للدكتور عبد الكريم رافق